# Porte de Philippe V
La porte de Philippe V (en espagnol : puerta de Felipe V) est une porte de ville historique de la commune de Ronda, en Andalousie (Espagne).

## Source de traduction
- (es) Cet article est partiellement ou en totalité issu de l’article de Wikipédia en espagnol intitulé « Puerta de Felipe V » (voir la liste des auteurs).